# فريدريك ووكر بالدوين
فريدريك ووكر بالدوين (بالإنجليزية: Frederick Walker Baldwin)‏ (مواليد 2 يناير 1882 - وفاة 7 أغسطس 1948)، والمعروف أيضا باسم كيسي بالدوين، حفيد زعيم الإصلاح الكندي روبرت بالدوين، كان رائد طيران، وشريك المخترع الشهير ألكسندر غراهام بيل. شغل منصب مدير مختبرات غراهام بيل للفترة 1909-1932. في عام 1908، أصبح أول كندي وبريطاني يطير بطائرة تدفع بمحركات وكانت من طراز ريد وينق.